# Juan Gris

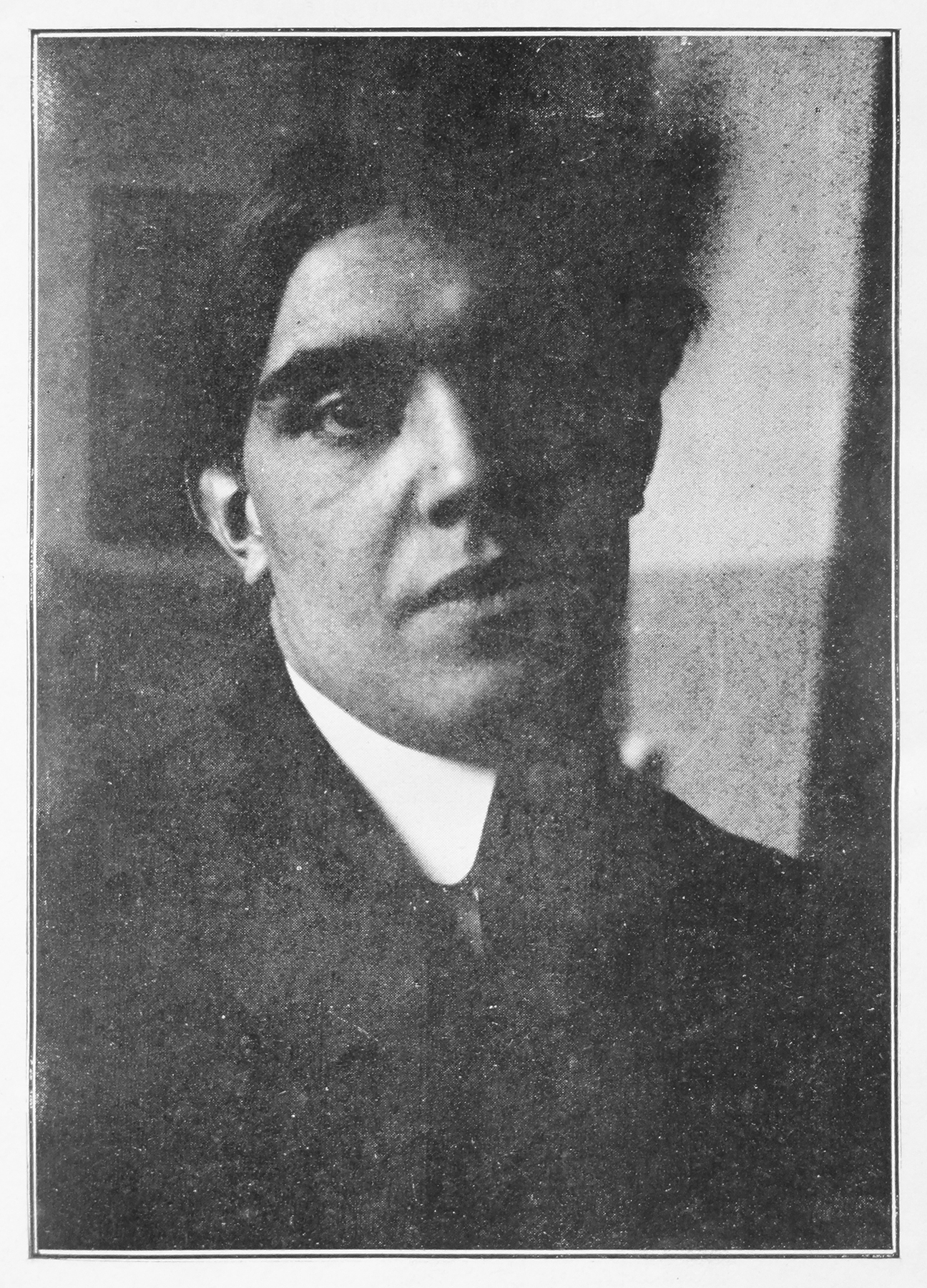
Portret van Juan Gris, 1913

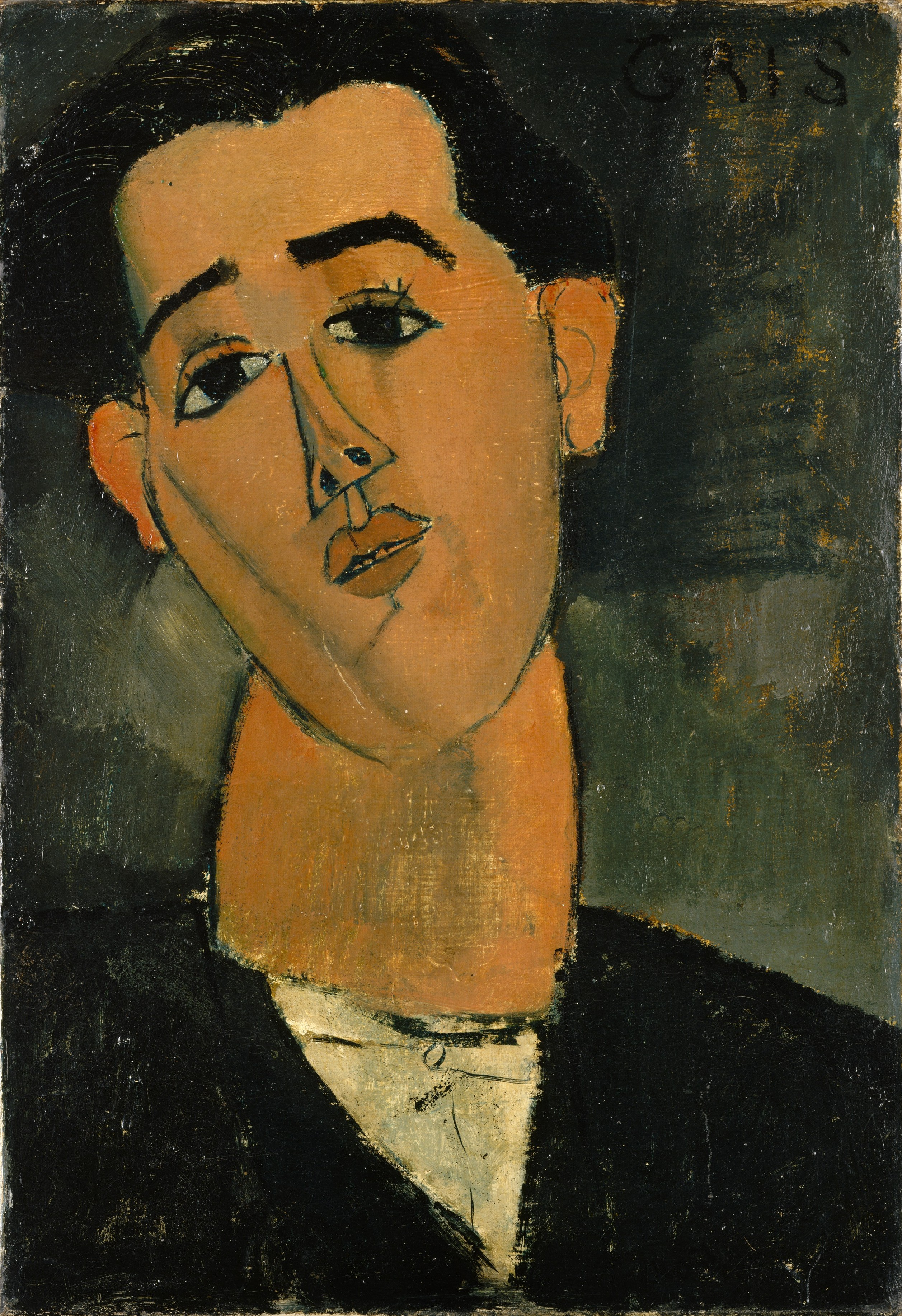
Portret van Juan Gris, 1915, door Amedeo Modigliani, Metropolitan Museum, New York

Juan Gris is de kunstenaarsnaam van 
José Victoriano González-Pérez (Madrid, 23 maart 1887 – Boulogne-Billancourt, 11 mei 1927), een Spaanse kunstschilder. Gris woonde het grootste deel van zijn leven in Frankrijk.

## Biografie
Gris studeerde van 1902 tot 1904 technisch tekenen aan de Escuela de Artes y Manufacturas in Madrid. In deze periode maakte hij ook tekeningen voor lokale kranten en tijdschriften. Tussen 1904 en 1905 studeerde hij schilderkunst bij José Maria Carbonero. In deze beginperiode stond Gris onder invloed van de Duitse jugendstil. 
In 1906 verhuisde hij naar Parijs, waar hij bevriend raakte met Henri Matisse, Georges Braque en Fernand Léger. In 1915 maakte zijn vriend Amedeo Modigliani een portret van hem. Gris liet zich in Parijs leiden door zijn vriend en landgenoot Pablo Picasso. 
Hoewel Gris illustraties met een toets zwarte humor bleef inzenden naar tijdschriften als L'Assiette au beurre, Le Charivari en Le Cri de Paris, begon hij serieus met schilderen in 1910. In 1911 ontstonden zijn eerste olieverfschilderijen, waarvoor hij monochrome grijstinten en aardkleuren gebruikte. In 1913 begon hij kleurrijker te schilderen, maar steeds in kubistische stijl. In 1913 begon Gris ook de collagetechniek te gebruiken. 
In 1922 ontwierp hij balletdecors en kostuums voor Sergej Diaghilev.
Gris schreef over zijn kunsttheorie. Zijn belangrijkste lezing hierover gaf hij in 1924 aan de Sorbonne, onder de titel Des possibilités de la peinture.
Gris overleed in het voorjaar van 1927 op 40-jarige leeftijd aan nierfalen. Hij liet zijn vrouw Josette achter, en een zoon Georges.

## Schilderstijl
Het werk van Gris behoort tot het kubisme.

## Schilderijen
- Fles en kruik, 1911
- Glas en fles, 1913
- Stilleven met blinden, 1914
- Ontbijt, 1914
- Fles rum en krant, 1914, Peggy Guggenheim Collection, Venetië
- Fantômas, 1915
- Portret van Max Jacob, 1919
- De krant, mei 1919
- Nature morte, 1920, Van Abbemuseum, Eindhoven
- Stilleven met glazen en flessen, 1919
- De briefkaart, 1921
- Mandoline en druiven, 1922

## Werk in openbare collecties (selectie)
- Guggenheim Museum, New York
- Kröller-Müller Museum, Otterlo
- Metropolitan Museum of Art, New York
- Museum of Modern Art, New York
- Museo Thyssen-Bornemisza, Madrid

## Galerij

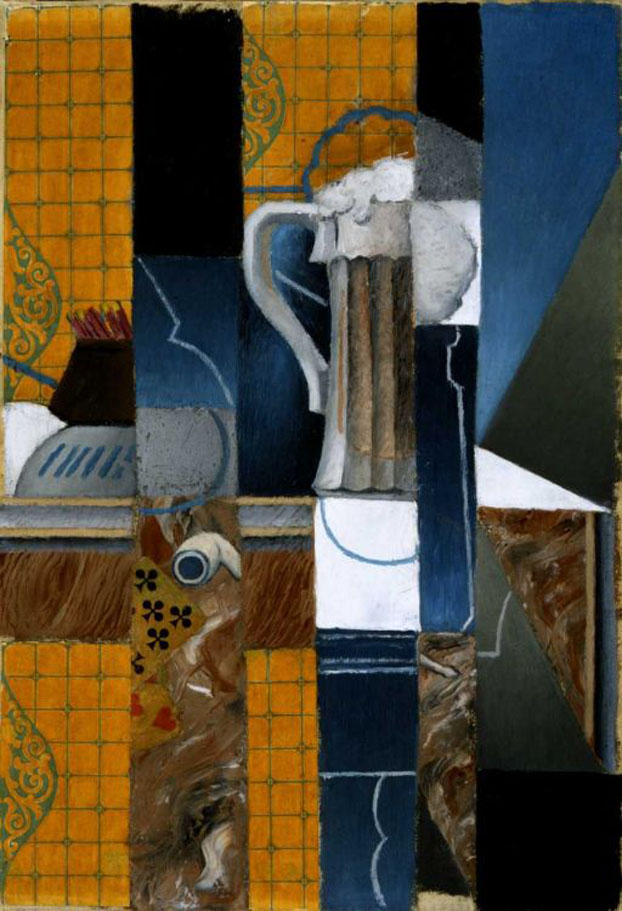
Glass of Beer and Playing Cards, 1913, Columbus Museum of Art, Ohio
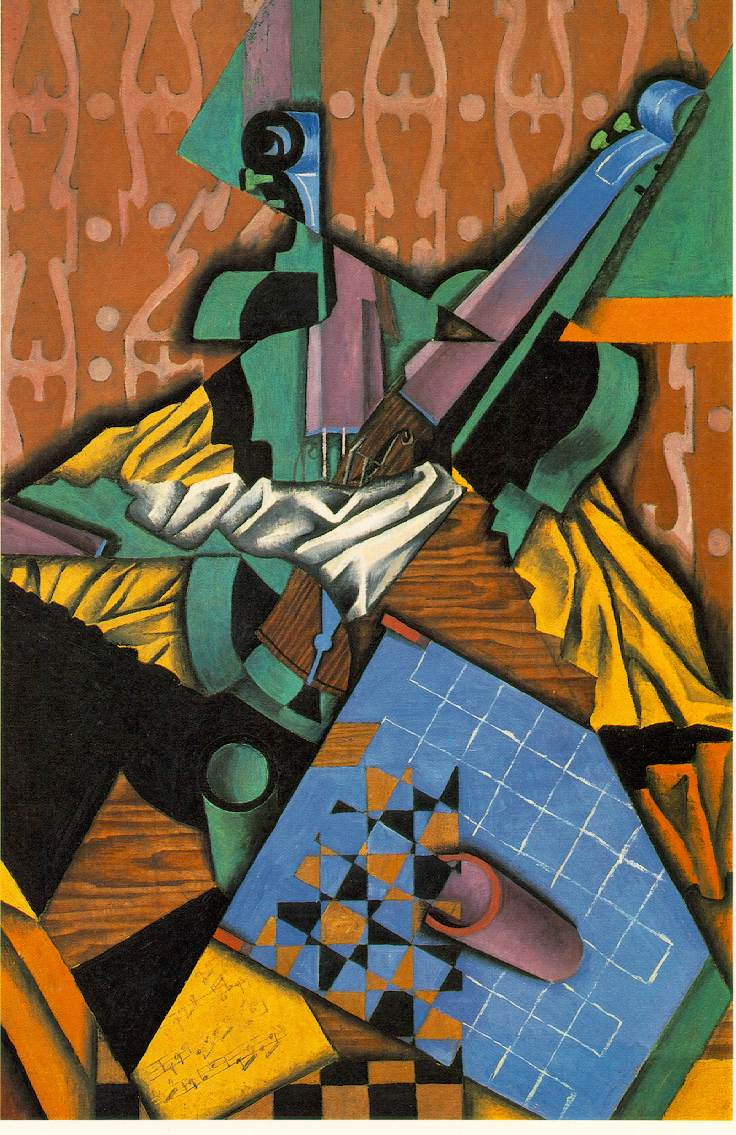
Violin and Checkerboard, 1913
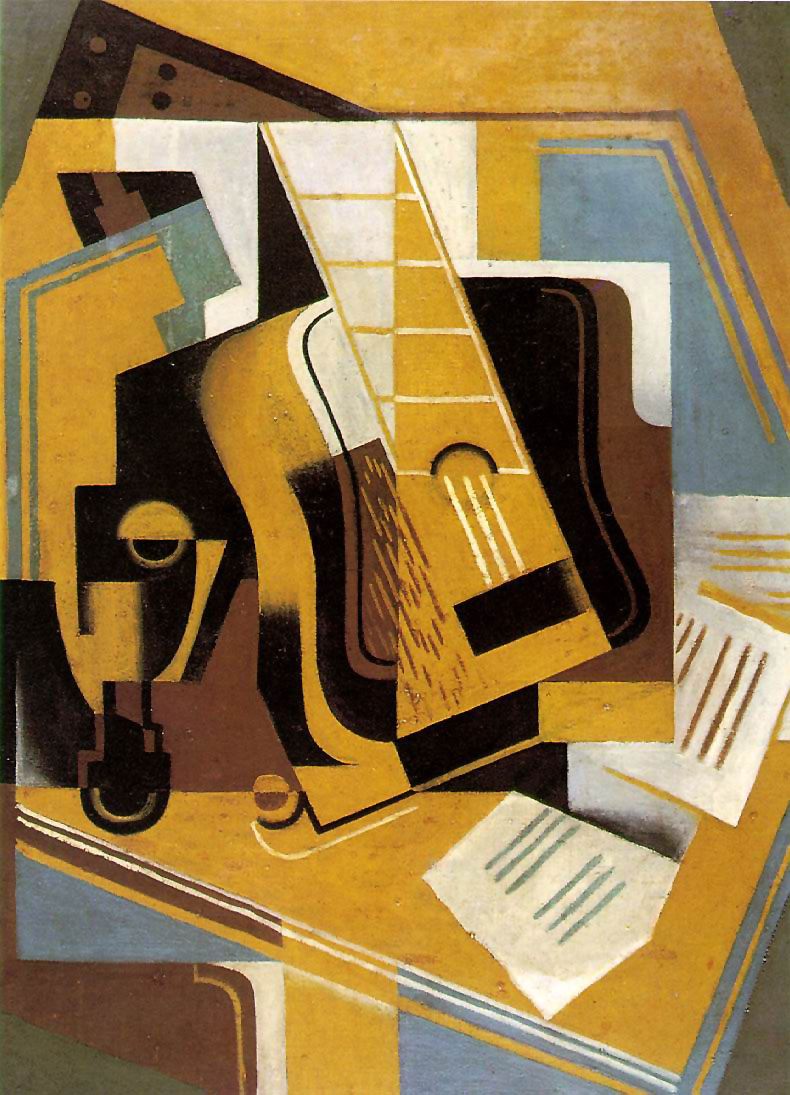
The Guitar, 1918, Museo Nacional Centro de Arte Reina Sofia, Madrid
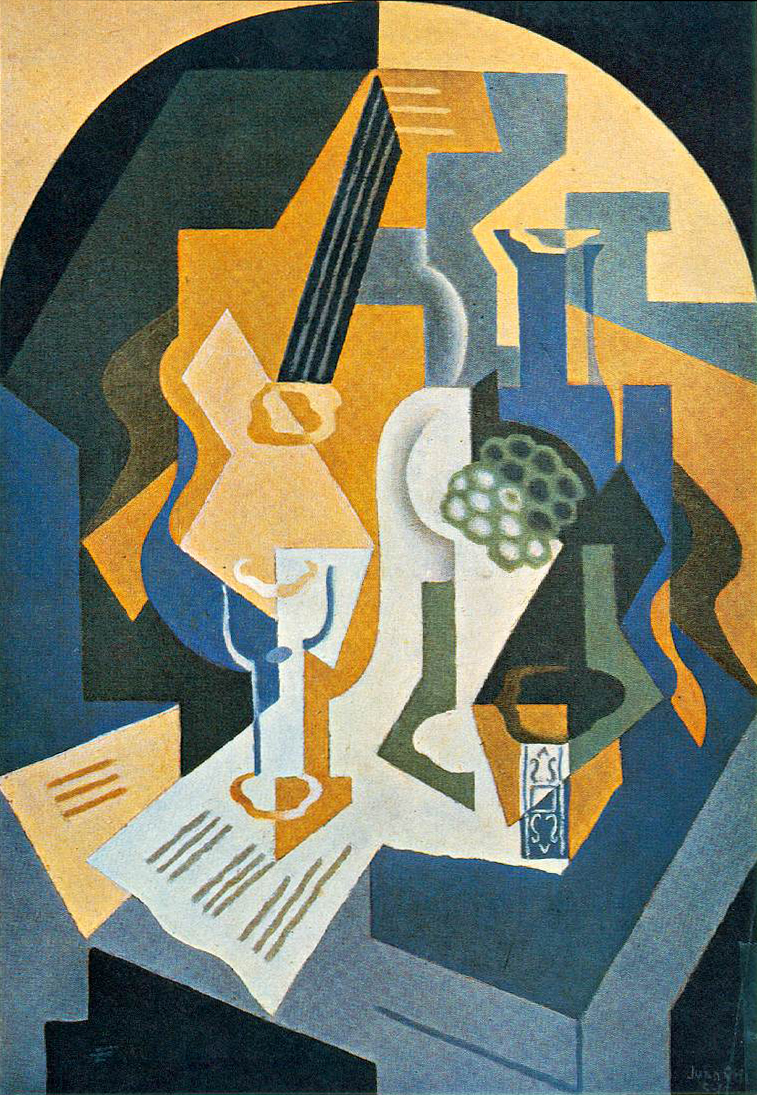
Still Life with Fruit Dish and Mandolin, 1919
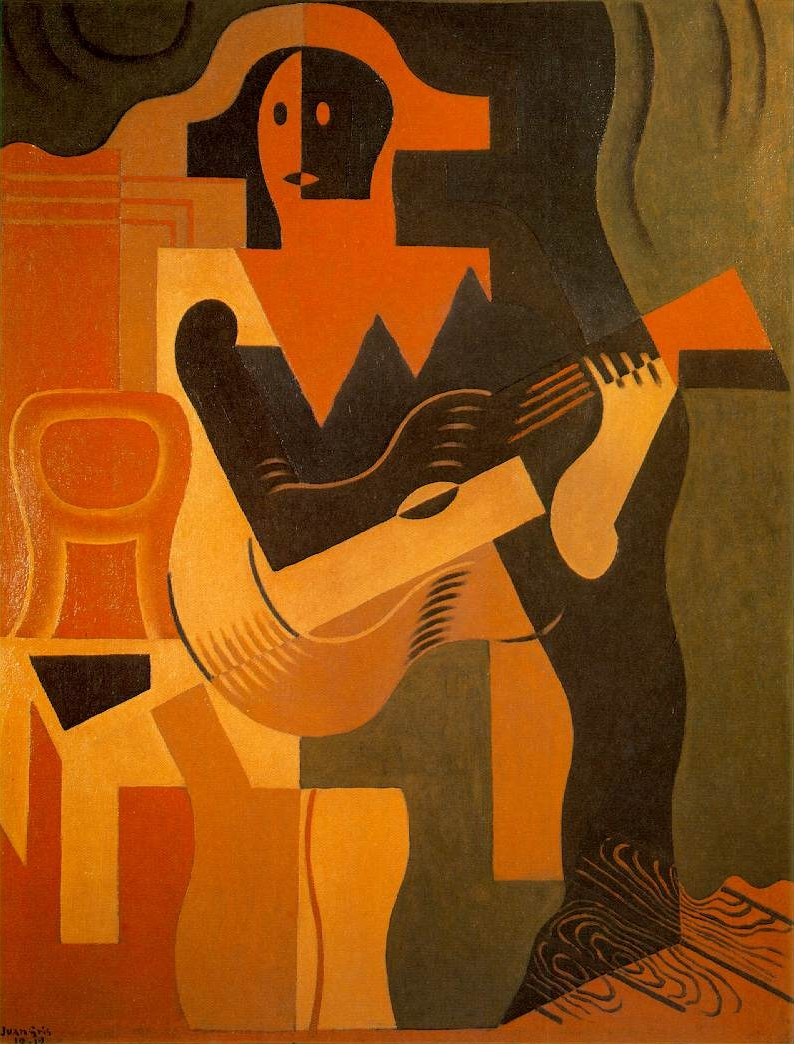
Harlequin with Guitar, 1919
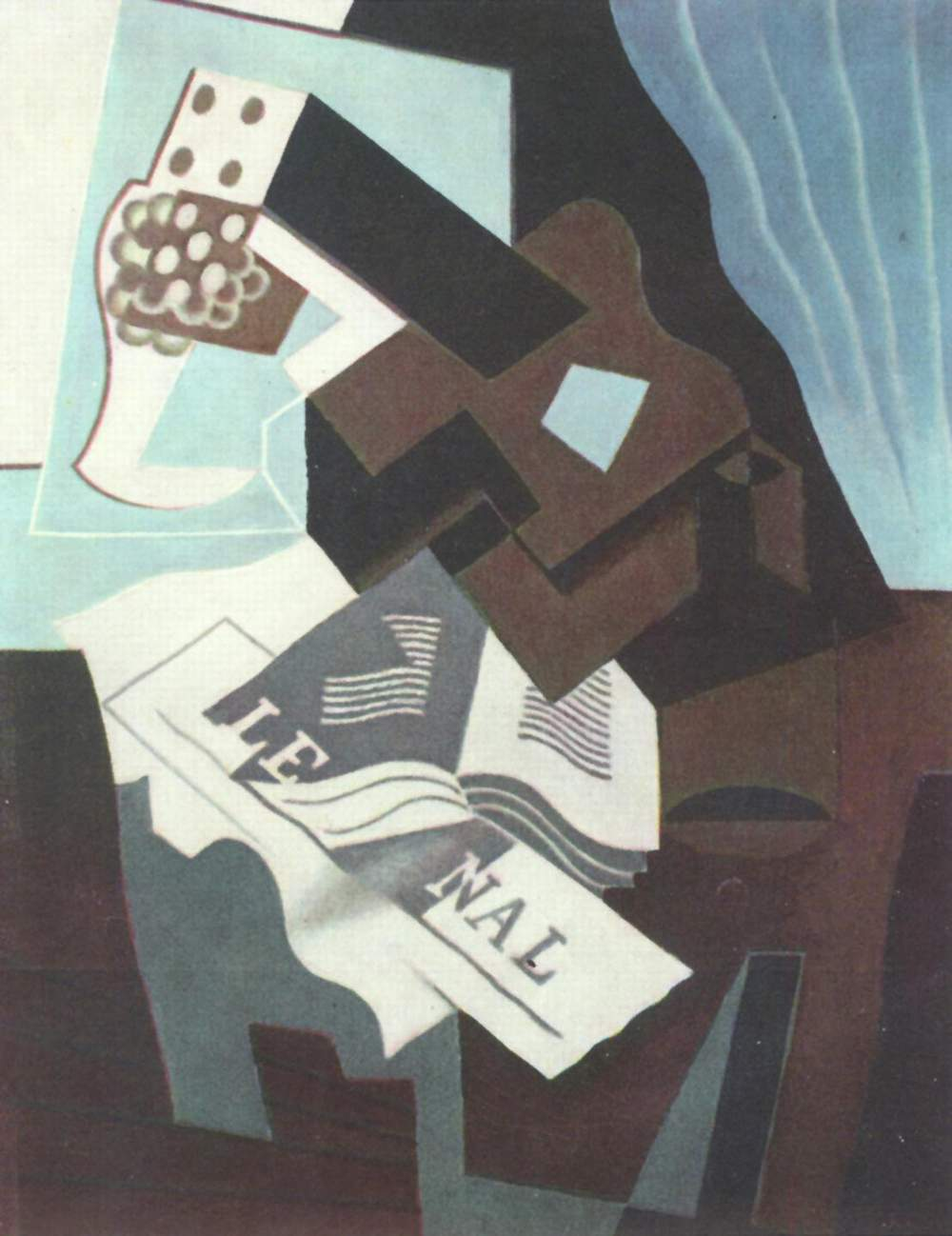
Stilleven met gitaar, boek en krant, 1919, Kunstmuseum Basel